# 热拉尔梅
热拉尔梅（法語：Gérardmer，法語發音：[ʒeʁaʁme] ⓘ），法国东北部城市，大东部大区孚日省的一个市镇，隶属于孚日圣迪耶区，其市镇面积为54.78平方公里，2022年1月1日时人口数量为7,685人，是该省人口第五多的市镇，在法国城市中排名第1,354位。
热拉尔梅位于孚日省东部，孚日山西麓，是一个区域性的中心城市，多条公路在此交汇。热拉尔梅因当地的山地及湖泊自然风光而闻名，被誉为“孚日山的珍珠”，孚日山地区规模最大的滑雪场拉莫斯莱讷位于其境内。

## 地名来源
“Gérardmer”一名的来源尚存在争议，该名称可能出自人名“Giraud”，亦可能与中世纪中期的洛林公爵格拉尔有关。

## 历史

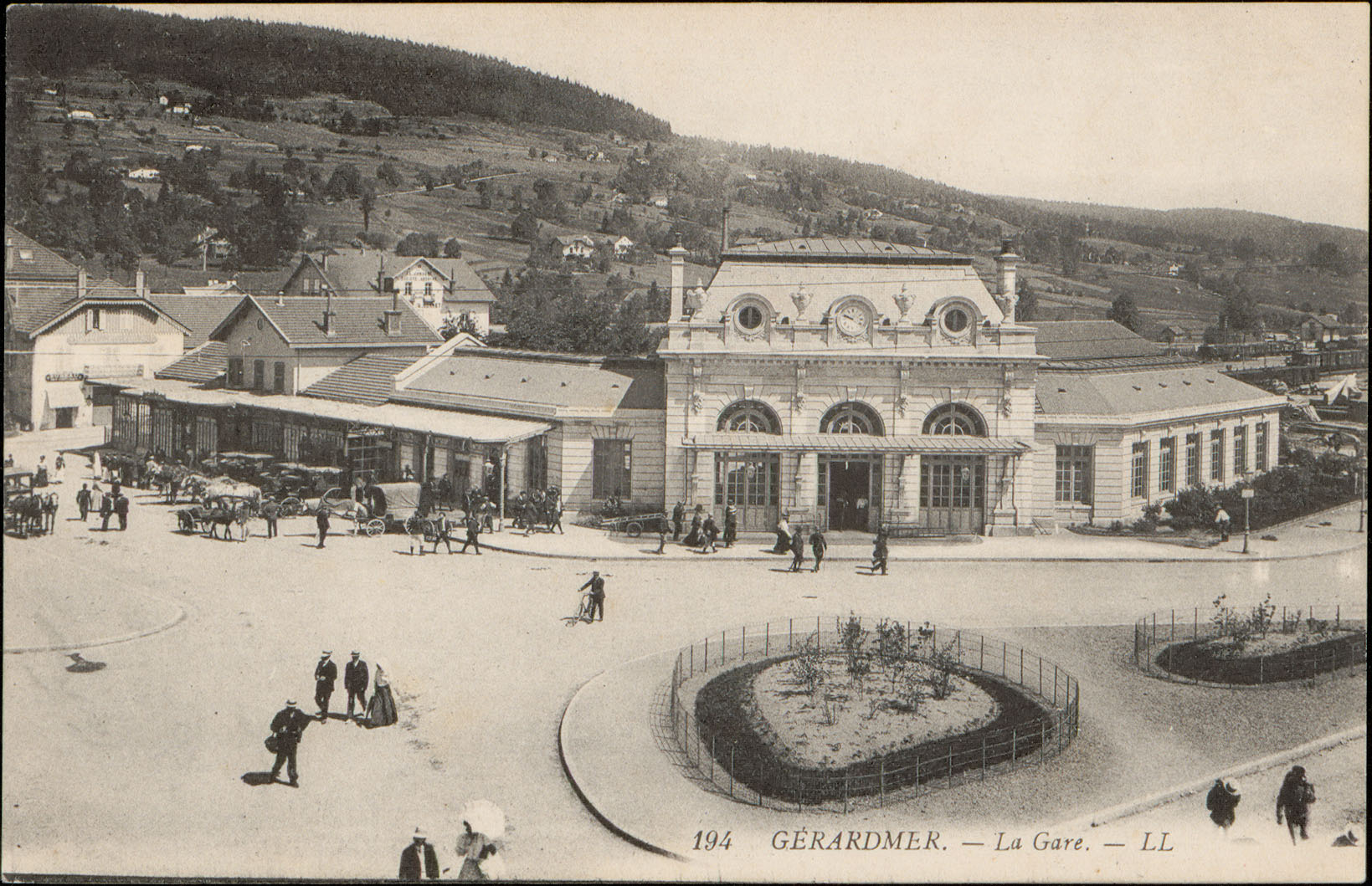
20世纪初的热拉尔梅火车站

热拉尔梅的早期历史尚不清楚，中世纪末期该区域长期为勒米尔蒙修道院的一处领地，自1560年起成为一处堂区。法国大革命后，热拉尔梅成为孚日省的一个市镇。1833年，热拉尔梅的部分区域被划出成为新市镇列泽的一部分。工业革命期间，得益于铁路的修建及旅游业的发展，热拉尔梅逐渐发展成为一座旅游城市，当地人口数量逐年增加。法国文学家阿贝尔·雨果曾将热拉尔梅描写为“孚日山的珍珠”（Perle des Vosges）。法国步兵第152团于1905年起驻扎于热拉尔梅，后于一战结束后迁至科尔马。1919年，热拉尔梅东部的克松吕-隆日梅成为独立市镇。热拉尔梅曾申办1924年冬季奥运会但未能成功。第二次世界大战期间，热拉尔梅曾被纳粹德军占领，联军于1944年11月与驻扎于此的德军进行大规模作战，其间当地遭到严重破坏，热拉尔梅最终于11月19日解放。热拉尔梅境内的拉莫斯莱讷滑雪场于1958年建成，鼎盛时期该滑雪场每年冬季接纳超过2万名游客，但受到气候变暖及2019冠状病毒病等因素的影响，该滑雪场游客接待量逐年减少，且因亏损严重而缺乏维护，有彻底关闭的可能。自1994年起，热拉尔梅每年举办国际奇幻电影节。

## 地理

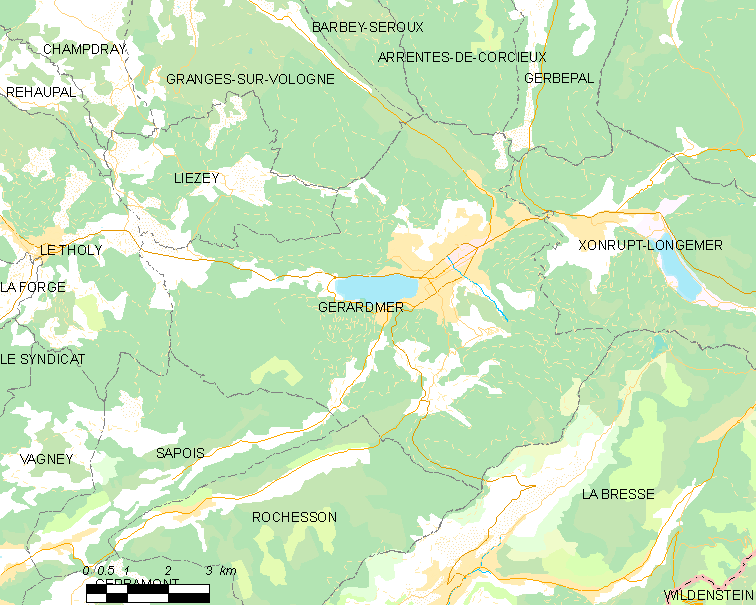
热拉尔梅市镇范围地图

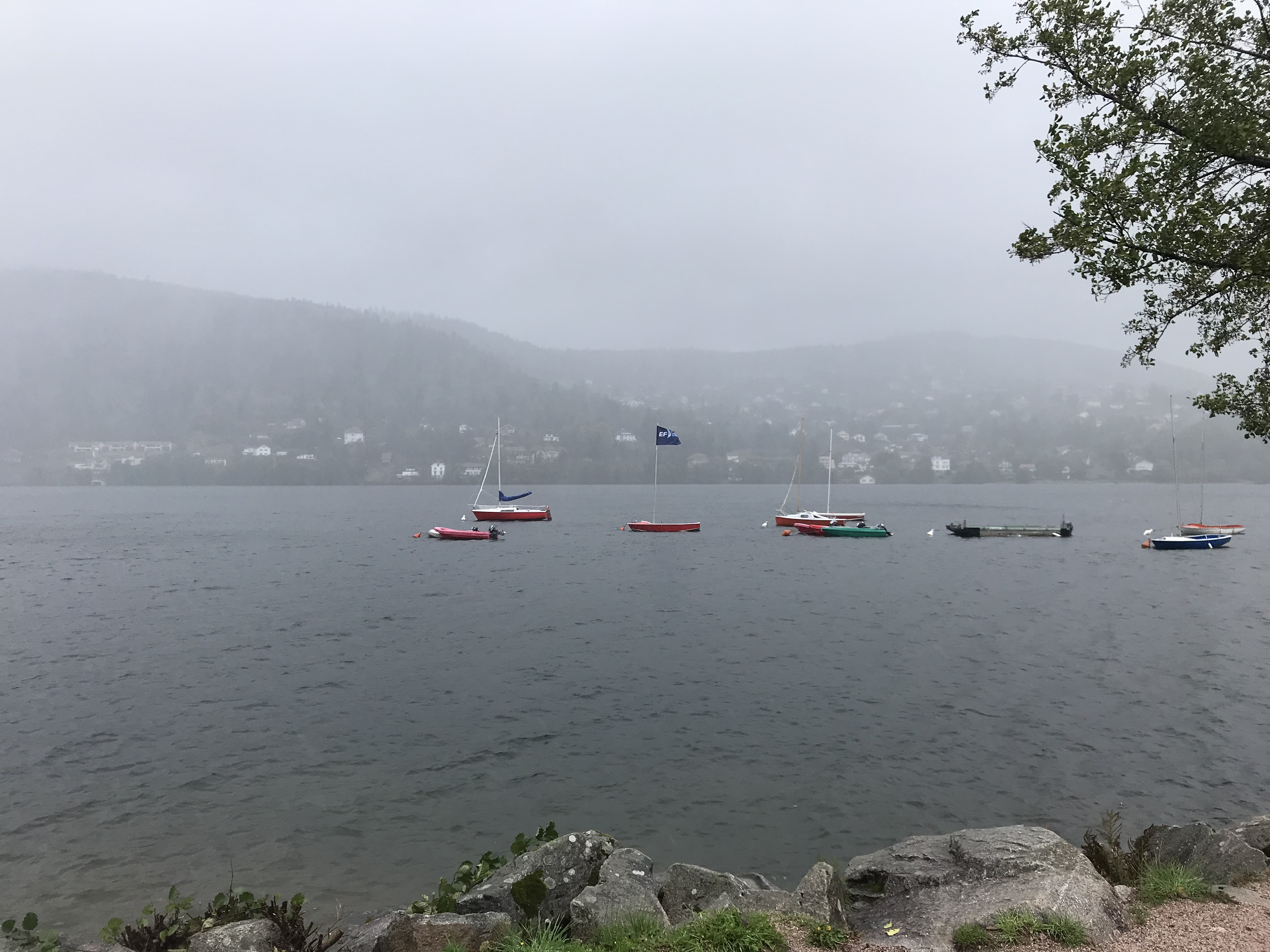
雨雾中的热拉尔梅湖

热拉尔梅位于法国东北部，大东部大区东南部和孚日省东部，距离省会埃皮纳勒大约40公里。与热拉尔梅接壤的市镇包括：阿朗泰斯德科尔雪、拉布雷斯、巴尔贝-瑟鲁、格朗日-欧蒙泽、热贝帕勒、列泽、勒托利、萨普瓦、克松吕-隆日梅和罗谢松。

### 地形
热拉尔梅位于孚日山西麓，境内以山地为主，市镇中心位于一处地势较为平坦的东北-西南走向的山间平坝地带，东、南、北三侧被山峦环绕，全境海拔在584到1,137米之间。

### 水文
热拉尔梅位于莱茵河流域范围内，因市区西侧的同名湖泊而闻名，后者为一处冰川遗留湖泊，通过雅马涅河连接沃洛涅河。

### 植被
热拉尔梅属于温带阔叶混交林区，部分高海拔区域有针叶林分布，市区内的主要绿地公园包括布里福医生广场（Square du Docteur Briffaut）、加尔尼耶公园（Parc Garnier），市区周边为热拉尔梅市属森林（Forêt domaniale de Gérardmer）。
在鲜花城市的评比中，热拉尔梅被评为3星级鲜花城市。

### 气候
热拉尔梅在柯本气候分类法中属于带有海洋性及山地特征的温带气候（Cfc）。
热拉尔梅境内设有气象站，以下为该气象站的数据：
| 热拉尔梅 1981年－2019年 | 热拉尔梅 1981年－2019年 | 热拉尔梅 1981年－2019年 | 热拉尔梅 1981年－2019年 | 热拉尔梅 1981年－2019年 | 热拉尔梅 1981年－2019年 | 热拉尔梅 1981年－2019年 | 热拉尔梅 1981年－2019年 | 热拉尔梅 1981年－2019年 | 热拉尔梅 1981年－2019年 | 热拉尔梅 1981年－2019年 | 热拉尔梅 1981年－2019年 | 热拉尔梅 1981年－2019年 | 热拉尔梅 1981年－2019年 |
| 月份                    | 1月                     | 2月                     | 3月                     | 4月                     | 5月                     | 6月                     | 7月                     | 8月                     | 9月                     | 10月                    | 11月                    | 12月                    | 全年                    |
| ----------------------- | ----------------------- | ----------------------- | ----------------------- | ----------------------- | ----------------------- | ----------------------- | ----------------------- | ----------------------- | ----------------------- | ----------------------- | ----------------------- | ----------------------- | ----------------------- |
| 历史最高温 °C（°F）     | 13.8 (56.8)             | 14.2 (57.6)             | 20.7 (69.3)             | 22.8 (73.0)             | 28.6 (83.5)             | 32.9 (91.2)             | 34.1 (93.4)             | 35.1 (95.2)             | 28.9 (84.0)             | 24.9 (76.8)             | 22.2 (72.0)             | 15.2 (59.4)             | 35.1 (95.2)             |
| 平均高温 °C（°F）       | 4.4 (39.9)              | 4.8 (40.6)              | 10.6 (51.1)             | 12.9 (55.2)             | 16.7 (62.1)             | 21.1 (70.0)             | 23 (73)                 | 22.1 (71.8)             | 18.1 (64.6)             | 14.3 (57.7)             | 8.3 (46.9)              | 6.1 (43.0)              | 13.5 (56.3)             |
| 日均气温 °C（°F）       | 1.6 (34.9)              | 1.8 (35.2)              | 5.6 (42.1)              | 7.9 (46.2)              | 11.8 (53.2)             | 16 (61)                 | 17.9 (64.2)             | 17 (63)                 | 13.5 (56.3)             | 10.2 (50.4)             | 5.3 (41.5)              | 3.1 (37.6)              | 9.3 (48.7)              |
| 平均低温 °C（°F）       | −1.2 (29.8)             | −1.3 (29.7)             | 0.6 (33.1)              | 2.9 (37.2)              | 6.9 (44.4)              | 10.9 (51.6)             | 12.8 (55.0)             | 11.8 (53.2)             | 9 (48)                  | 6.2 (43.2)              | 2.3 (36.1)              | 0.1 (32.2)              | 5.1 (41.2)              |
| 历史最低温 °C（°F）     | −13.6 (7.5)             | −15.1 (4.8)             | −8.3 (17.1)             | −4.1 (24.6)             | −0.7 (30.7)             | 4.2 (39.6)              | 4.8 (40.6)              | 4.2 (39.6)              | 1.9 (35.4)              | −2 (28)                 | −7.7 (18.1)             | −13.7 (7.3)             | −15.1 (4.8)             |
| 平均降水量 mm（）       | 229.2 (9.02)            | 156.5 (6.16)            | 126.9 (5.00)            | 91 (3.6)                | 138.6 (5.46)            | 129.4 (5.09)            | 122.2 (4.81)            | 75.1 (2.96)             | 116.8 (4.60)            | 133.6 (5.26)            | 179.3 (7.06)            | 117.1 (4.61)            | 1,615.6 (63.61)         |
| 月均日照時數            | 67.6                    | 91.6                    | 155.5                   | 178.7                   | 184.3                   | 129.2                   | 163.5                   | 186.5                   | 126.9                   | 109.9                   | 52.4                    | 85.5                    | 1,531.6                 |
| 来源：infoclimat.fr     |                         |                         |                         |                         |                         |                         |                         |                         |                         |                         |                         |                         |                         |

## 行政区划
热拉尔梅的市镇编号为88196，邮政编号为88400。
在行政管理方面，热拉尔梅隶属于法国大东部大区孚日省孚日圣迪耶区；在地方选举方面，热拉尔梅是热拉尔梅县的中央投票站所在地，其市镇范围全境被划入孚日省第三选区；在社会管理方面，热拉尔梅是热拉尔梅上孚日市镇公共社区的办公驻地。
截至2023年11月，热拉尔梅市镇范围内暂无任何城市敏感街区及城市政策优先街区。
法国国家统计与经济研究所（简称）在进行数据统计时，将热拉尔梅及相邻的克松吕-隆日梅市镇设为热拉尔梅城市核心区及热拉尔梅城市区。自2020年起，热拉尔梅城市区被包含13个市镇的热拉尔梅城市辐射区代替。此外，还将热拉尔梅市镇分为了3个“块区”（IRIS），以便于统计人口分布情况。

## 交通

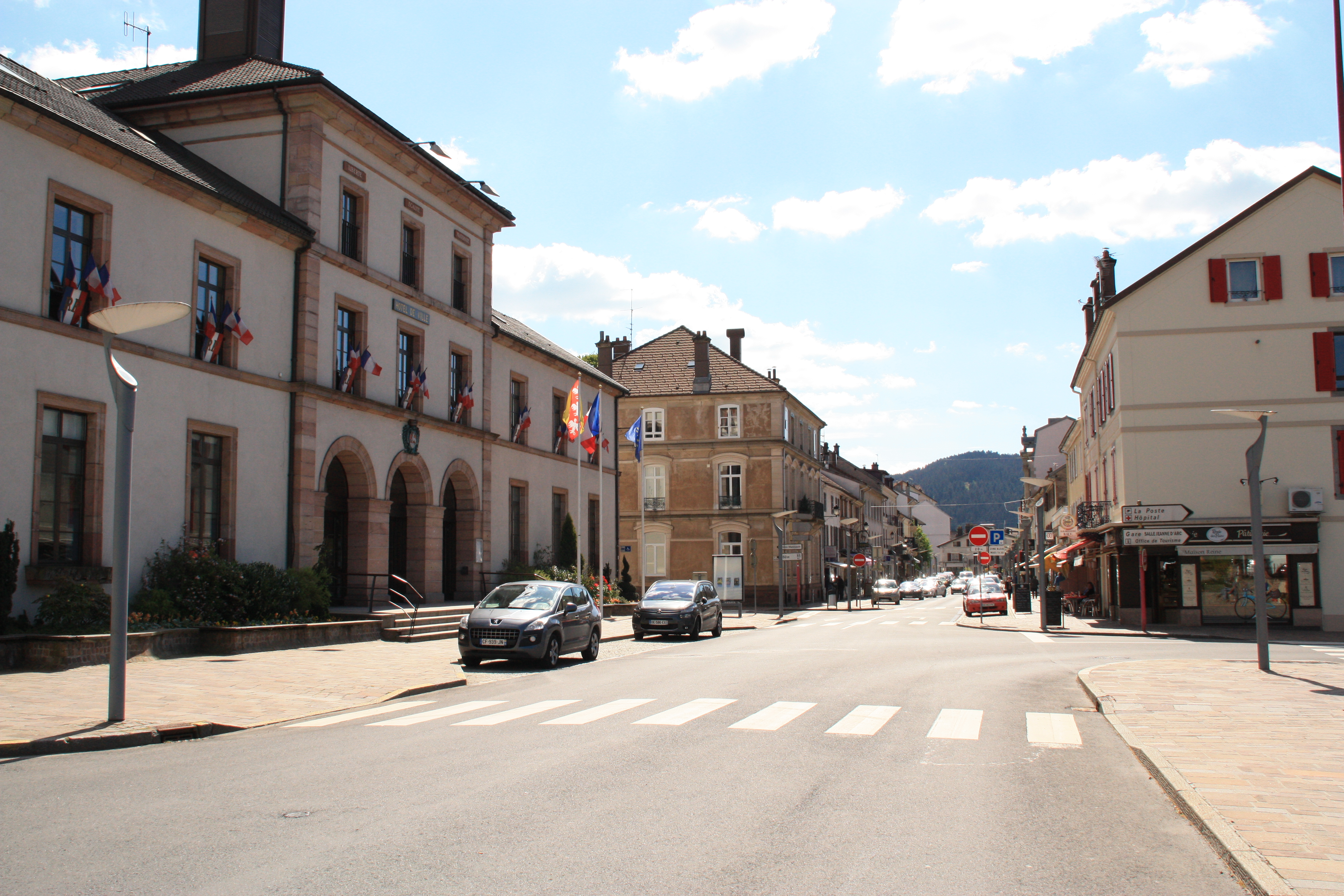
纵贯热拉尔梅市中心的夏尔·戴高乐街

### 公路
孚日省省道D23线、D69线、D417线、D423线和D486线在热拉尔梅境内交汇。大东部大区公共交通（商业名称为“Fluo”）其下属的孚日省城际客运1b线、1c线、17线、28线和29线经停热拉尔梅，可直通埃皮纳勒、孚日圣迪耶、勒米尔蒙、布吕耶尔和曼斯泰等地。
| 9 | 94 |

| 25 | 54 |

| 埃皮纳勒 | 40 |

| 布吕耶尔 | 23 |

| 孚日圣迪耶 | 29 |

| 阿努尔德 | 16 |

| 科尔马 | 53 |

| 勒米尔蒙 | 27 |

2020年，45%的热拉尔梅家庭拥有至少一辆私人汽车。2021年，热拉尔梅境内共发生各类交通事故5起，造成5人重伤。

### 铁路
热拉尔梅历史上曾为一处铁路枢纽，鼎盛时期有拉沃利讷德旺布吕耶尔－热拉尔梅铁路、勒米尔蒙－热拉尔梅铁路和热拉尔梅有轨电车三条线路在此交汇，但随着汽车的兴起，上述线路在20世纪相继废弃，热拉尔梅站于1988年关闭。
距离热拉尔梅最近的运营中的客运铁路车站为27公里外的勒米尔蒙站，该站开行直达巴黎东站的高速列车以及前往南锡城站的区域列车

### 航空
热拉尔梅距离巴塞尔-米卢斯-弗赖堡欧洲机场和斯特拉斯堡机场的公路里程分别约99公里和105公里。

### 城市公共交通
热拉尔梅城市公共交通是当地的城市公共交通系统，由当地市政府负责管理和运营，免费向公众开放。截至2023年11月，该系统共包括两条单向循环公交线路，除节假日外每天2至4班，路线覆盖了热拉尔梅市区内的主要街道和居民区；此外每周四还有一班往返于集市的专线。

## 政治

### 市政内阁

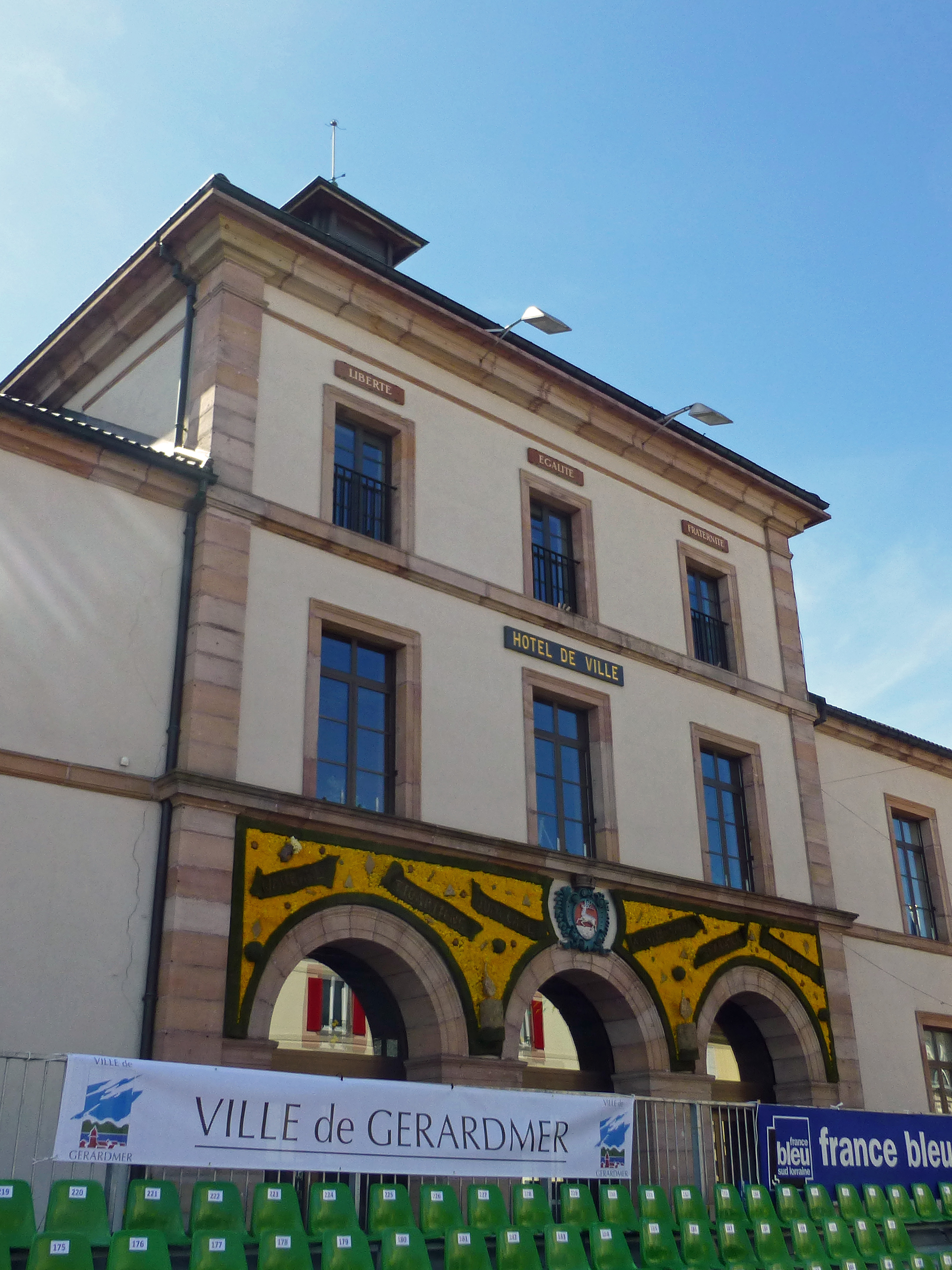
热拉尔梅市政厅

热拉尔梅的现任市长为斯泰西·施派斯曼先生（Stessy SPEISSMANN），他是一名左翼无党派人士，在2020年的市政选举中获得了47.05%的支持率。
| 热拉尔梅历届市长 | 热拉尔梅历届市长                  | 热拉尔梅历届市长            |
| 任期             | 市长                              | 党派                        |
| ---------------- | --------------------------------- | --------------------------- |
| 1944年－1945年   | Victor FONVIELLE 维克托·丰维埃勒  | 不详                        |
| 1945年－1947年   | Emile HOUOT 埃米尔·乌奥           | 不详                        |
| 1947年－1959年   | Jean DELACROIX 让·德拉克鲁瓦      | 不详                        |
| 1959年－1965年   | Camille MÉLINE 卡米耶·梅利纳      | DVD右翼无党派人士           |
| 1965年－1977年   | Gérard GILLE 热拉尔·吉勒          | PCF法国共产党               |
| 1977年－1983年   | Suzanne RATTAIRE 苏珊·拉泰尔      | 無黨籍                      |
| 1983年－1989年   | Pierre CUNY 皮埃尔·屈尼           | RPR保衛共和聯盟             |
| 1989年－1997年   | Claude BOULAY 克洛德·布莱         | PCF法国共产党               |
| 1997年－2014年   | Jean-Paul LAMBERT 让-保罗·朗贝尔  | PS社会党                    |
| 2014年－         | Stessy SPEISSMANN 斯泰西·施派斯曼 | PS社会党 →DVG左翼无党派人士 |

### 各级选举
| 热拉尔梅历届投票选举结果 | 热拉尔梅历届投票选举结果 | 热拉尔梅历届投票选举结果 | 热拉尔梅历届投票选举结果      | 热拉尔梅历届投票选举结果      | 热拉尔梅历届投票选举结果 | 热拉尔梅历届投票选举结果      | 热拉尔梅历届投票选举结果      | 热拉尔梅历届投票选举结果 | 热拉尔梅历届投票选举结果 |
| 选举项目                 | 选举范围                 | 选区单位                 | 选区单位内的选举结果          | 选区单位内的选举结果          | 选区单位内的选举结果     | 选区单位内的选举结果          | 选区单位内的选举结果          | 选区单位内的选举结果     | 参考资料                 |
| 选举项目                 | 选举范围                 | 选区单位                 | 第一轮胜出者                  | 第一轮胜出者                  | 支持率                   | 第二轮胜出者                  | 第二轮胜出者                  | 支持率                   | 参考资料                 |
| ------------------------ | ------------------------ | ------------------------ | ----------------------------- | ----------------------------- | ------------------------ | ----------------------------- | ----------------------------- | ------------------------ | ------------------------ |
| 2017年法國總統選舉       | 法國                     | 市镇                     |                               | 埃马纽埃尔·马克龙             | 23.59%                   |                               | 埃马纽埃尔·马克龙             | 71.17%                   | [ 30 ]                   |
| 2017年法国立法选举       | 孚日省第三选区           | 市镇                     |                               | 斯泰西·施派斯曼               | 28.17%                   |                               | 克洛德·蒂拉尔                 | 57.00%                   | [ 30 ]                   |
| 2019年欧洲议会选举       | 法國                     | 市镇                     |                               | 纳塔莉·卢瓦索                 | 22.09%                   | （不适用）                    | （不适用）                    | （不适用）               | [ 32 ]                   |
| 2021年法国省级选举       |                          | 县                       |                               | 托马·吉翁 伊丽莎白·克利普费尔 | 31.35%                   |                               | 托马·吉翁 伊丽莎白·克利普费尔 | 55.12%                   | [ 33 ]                   |
| 2021年法国省级选举       | 市镇                     |                          | 吉尔贝·普瓦罗 雅克利娜·瓦朗坦 | 34.23%                        |                          | 托马·吉翁 伊丽莎白·克利普费尔 | 51.11%                        |                          | [ 33 ]                   |
| 2021年法国大区选举       | 大東部大區               | 市镇                     |                               | 让·罗特纳                     | 31.47%                   |                               | 让·罗特纳                     | 41.03%                   | [ 34 ]                   |
| 2022年法国总统选举       | 法國                     | 市镇                     |                               | 埃马纽埃尔·马克龙             | 29.03%                   |                               | 埃马纽埃尔·马克龙             | 62.81%                   | [ 30 ]                   |
| 2022年法国立法选举       | 孚日省第三选区           | 市镇                     |                               | 克里斯托夫·内格伦             | 29.65%                   |                               | 克里斯托夫·内格伦             | 74.32%                   | [ 30 ]                   |

## 人口
2020年，热拉尔梅市镇人口数量为7,822，在法国排名第1,354位。其中男性3,756人，女性4,066人，75岁及以上人口占13.1%，外籍人口数量为303人，人口密度为143人/平方公里，当地居民被称为（男性）或（女性）。2021年，热拉尔梅境内出生41人，死亡人口114人。
| 热拉尔梅1901年－2020年人口变化情况 |
|                                    |
| 数据来源：Cassini、INSEE           |

## 经济
热拉尔梅是一个区域性的中心城市。截至2023年11月，热拉尔梅市镇范围内共有各类用人单位（包含自雇）2,159家，平均历史为16年，其中98.7%为中小型企业（PME），2023年9月至11月间，当地的经济活力指数为0.19%。（零售）、（零售）及（纺织）是当地2021年营业额最高的三个企业，分别为22,586,936欧元、16,471,457欧元和12,067,528欧元。

## 财政与居民收入
2021年，热拉尔梅的财政收入总额为15,967,300欧元，财政支出总额为14,706,000欧元，当年的债务总额为24,316,400欧元。2021年，热拉尔梅市镇通过增值税获得1,461,140欧元的收入，此外当地还共获得了1,236,390欧元的国家直接财政补助。
2019年，热拉尔梅的人均月收入总额为2,041欧元，其中高级职员为3,675欧元，低于法国平均水平（4,230欧元）；中级职员为2,237欧元，低于法国平均水平（2,411欧元）；普通职员为1,621欧元，亦低于法国平均水平（1,740欧元）。
2020年，热拉尔梅境内的贫困率为14%，青壮年（15至64岁）失业率为13.0%；2022年，当地44.0%的家庭拥有纳税资格，平均纳税3,576欧元，低于法国平均水平（4,393欧元）。

## 社会事务

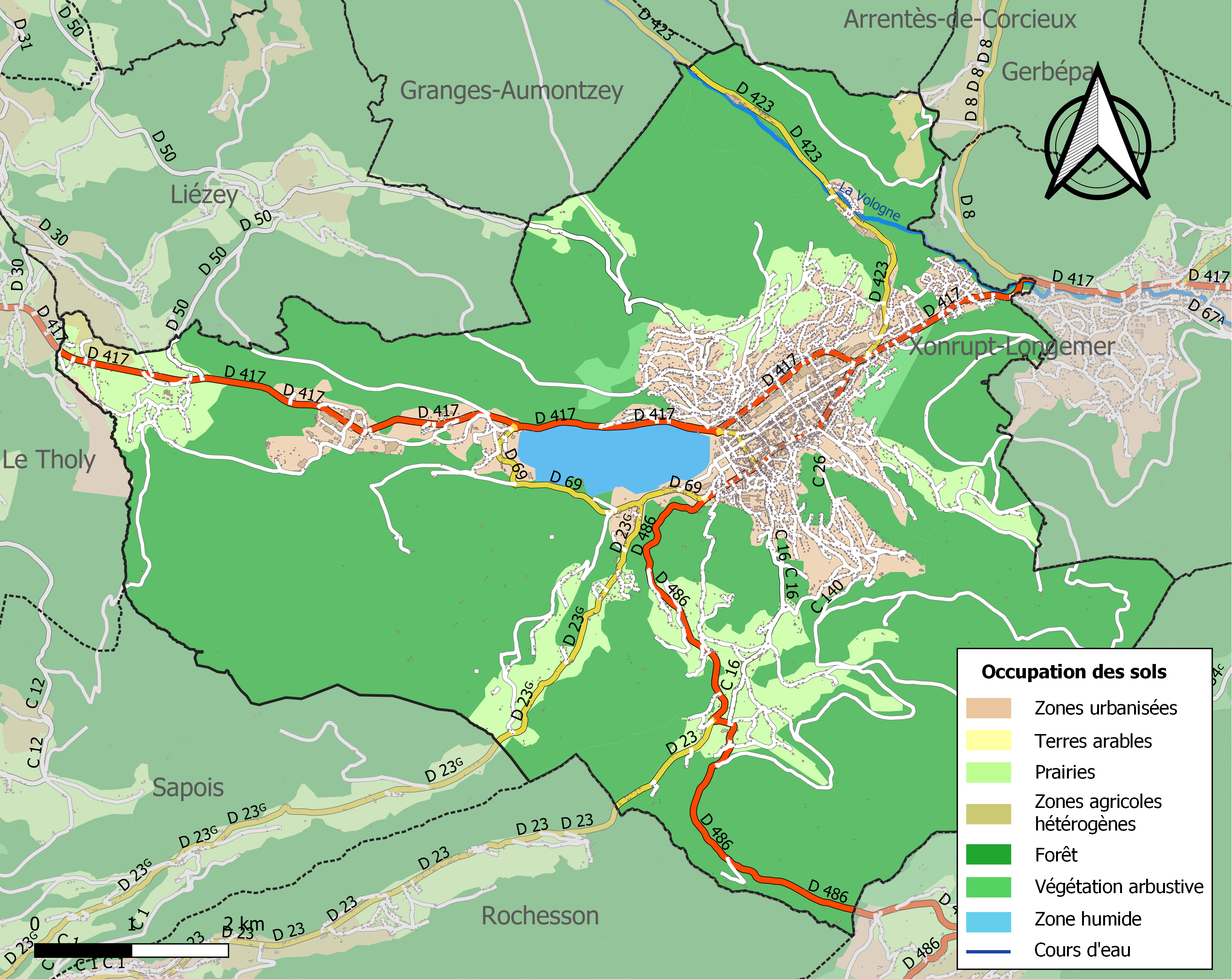
热拉尔梅土地利用情况地图

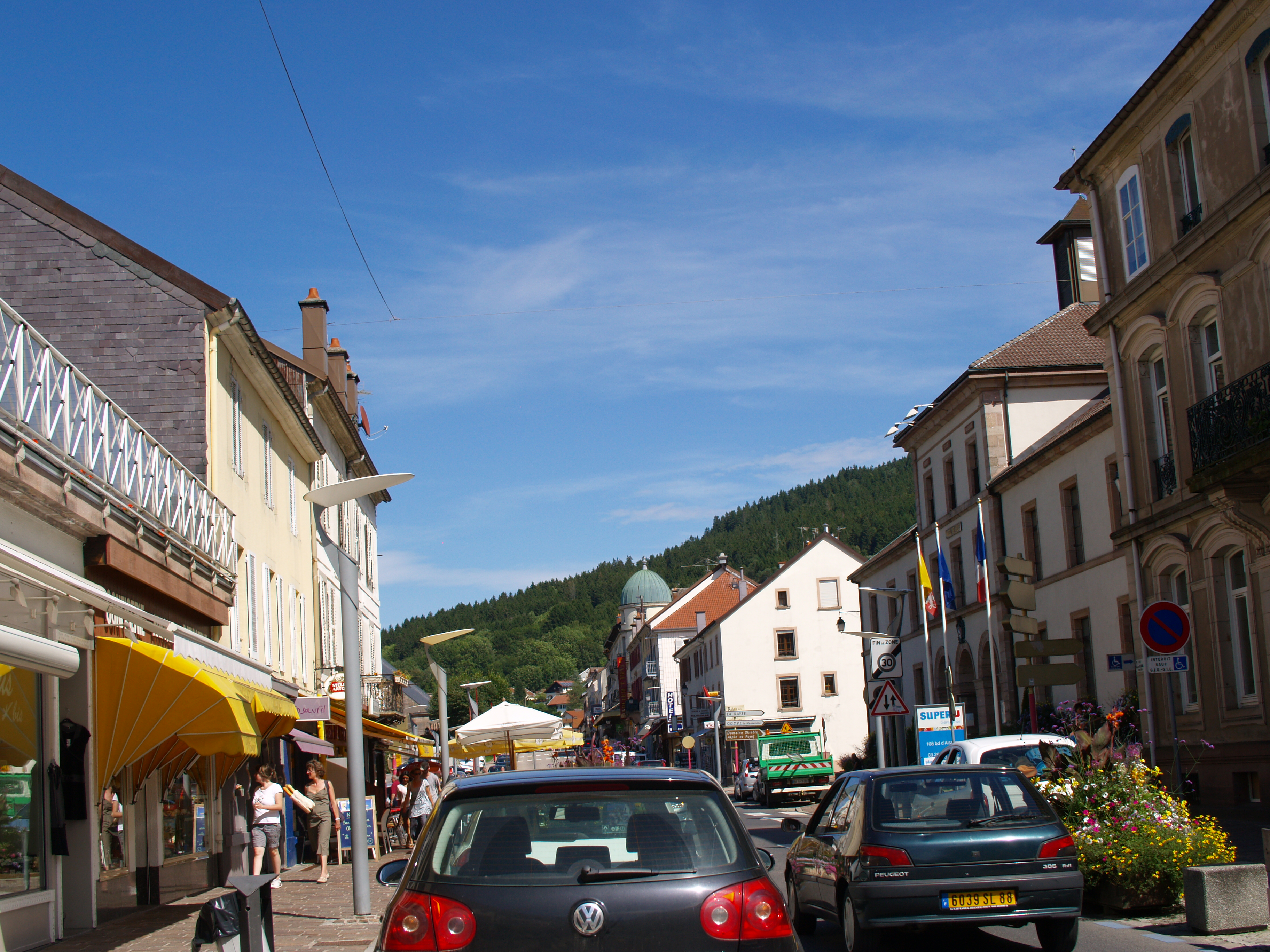
凯尔什街

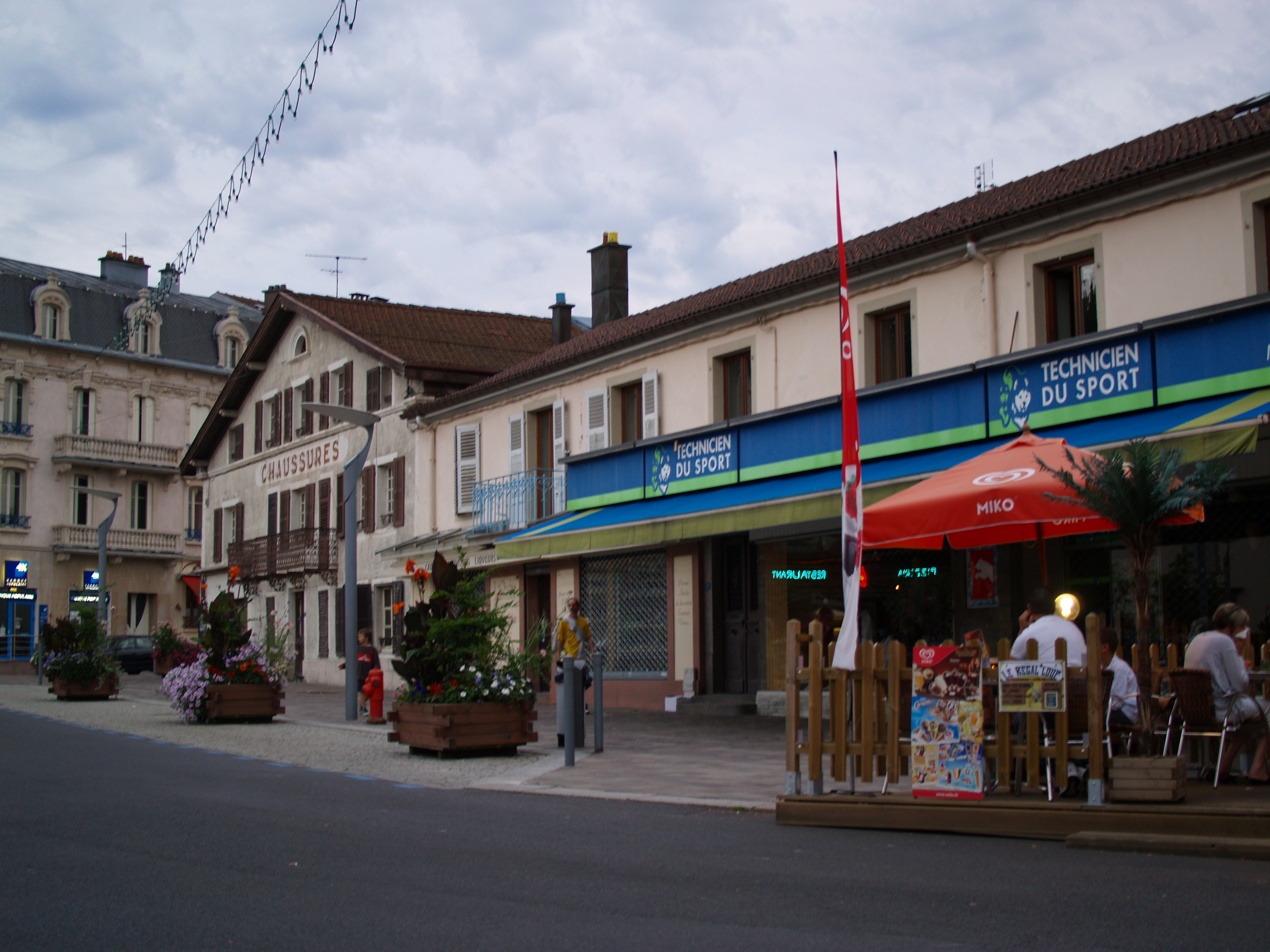
镇中心的商铺

### 教育
热拉尔梅属于南锡-梅斯学区。截至2021年1月1日，热拉尔梅境内共有1所幼儿园、5所小学、1所初级中学、2所普通高中和1所职业高中。2021至2022学年度，热拉尔梅境内共有在校中等教育阶段学生1,528名。

### 医疗
截至2021年1月1日，热拉尔梅境内共有全科医生12名、保健师9名、牙医9名、护士16名、皮肤科医生1名、助产士2名和妇科医生1名。境内共有药房4家、养老院2家、残疾人帮扶中心1家。
距离热拉尔梅最近的区域性医疗机构为孚日山市际中心医院（Centre Hospitalier Intercommunal des Hôpitaux du Massif des Vosges），该院在热拉尔梅市区建有一处含231个床位的病区。

### 住房
2020年，热拉尔梅境内共有各类住房7,353套，其中42.8%为独立式居民区，56.8%为集中式居民区。常住房屋占热拉尔梅市镇范围内居民建筑总量的54.6%。
在住房保障政策方面，2022年，热拉尔梅境内共有713户家庭获得了住房经济补助，受益人数占总人口数量的10.8%，其中699份为房租补助。

### 商业
2021年，热拉尔梅境内共有各类实体商铺279家，其中餐厅63家、大型超市6家、杂货店8家、面包房12家、肉铺5家、书店6家、装饰品店1家、银行门店7家、美容美发店15家、汽车维修店12家。热拉尔梅镇中心建有一家Aldi超市；市区东北部则有一处商业街区，有Intermarché、Super U、Action、Intersport及Lidl等购物商场。

### 体育
2021年，热拉尔梅境内共有1家游泳池、3间体育馆、1座综合体育场、8处网球场、1处马术场、4处足球或橄榄球场以及2处篮球或排球场。
截至2023年11月，热拉尔梅足球体育会（AS Gérardmer Football，编号503588）是热拉尔梅境内唯一的一家注册足球俱乐部，该足球队成立于1921年，其主队2023至2024赛季参加孚日省足球联赛甲组（法国第九级别），其主场为亨利·米扬球场（Stade Henri Millan）。

### 环境
热拉尔梅的环境事务由其所属的热拉尔梅上孚日市镇公共社区联合各级政府协调负责。2021年，热拉尔梅境内共有3家污染企业。

### 治安
2021年，热拉尔梅市镇范围内有1处宪兵队。
热拉尔梅及其附近的共148个市镇是孚日圣迪耶国家宪兵队（zone gendarmerie de Saint-Dié-des-Vosges）的管辖范围。2020年，该宪兵队累计记录各类案件2,728起，其中盗窃类案件1,171起，经济类案件456起，毒品交易类案件160起。

## 文化
2021年，热拉尔梅境内共有2家电影院。热拉尔梅境内建有多媒体中心（Médiathèque），每周二至六向公众开放。

### 建筑
热拉尔梅境内有多处历史建筑，其中市郊的仙女桥为法国国家文物保护单位，圣巴泰莱米教堂则是当地市中心的地标性建筑物。

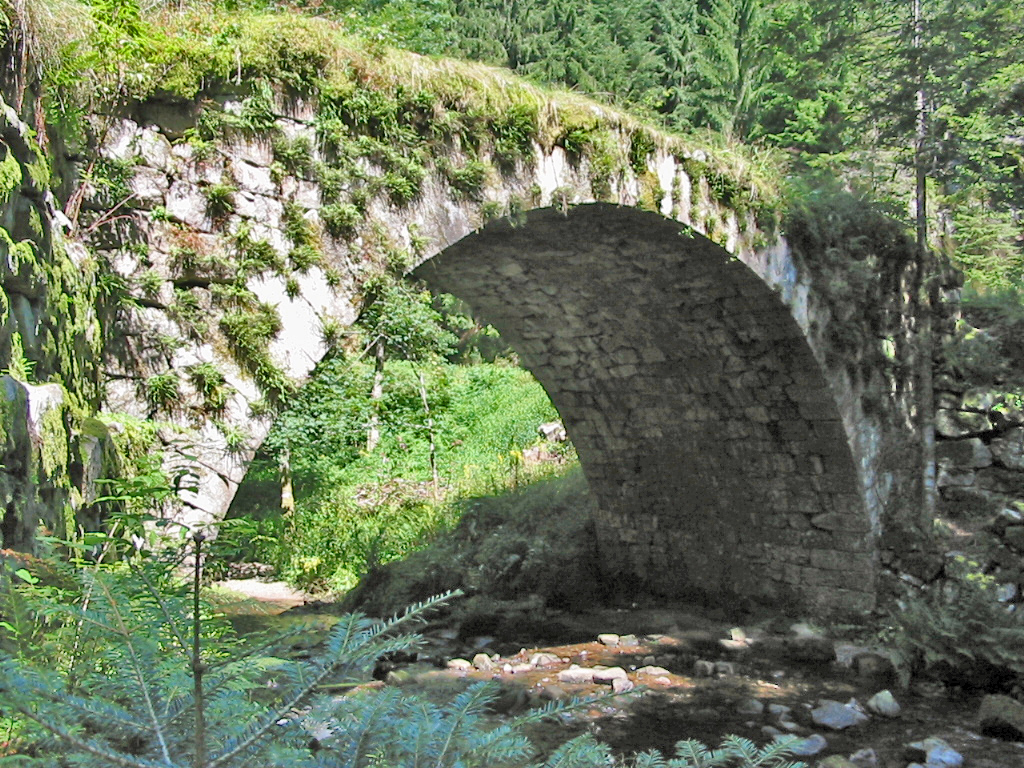
仙女桥
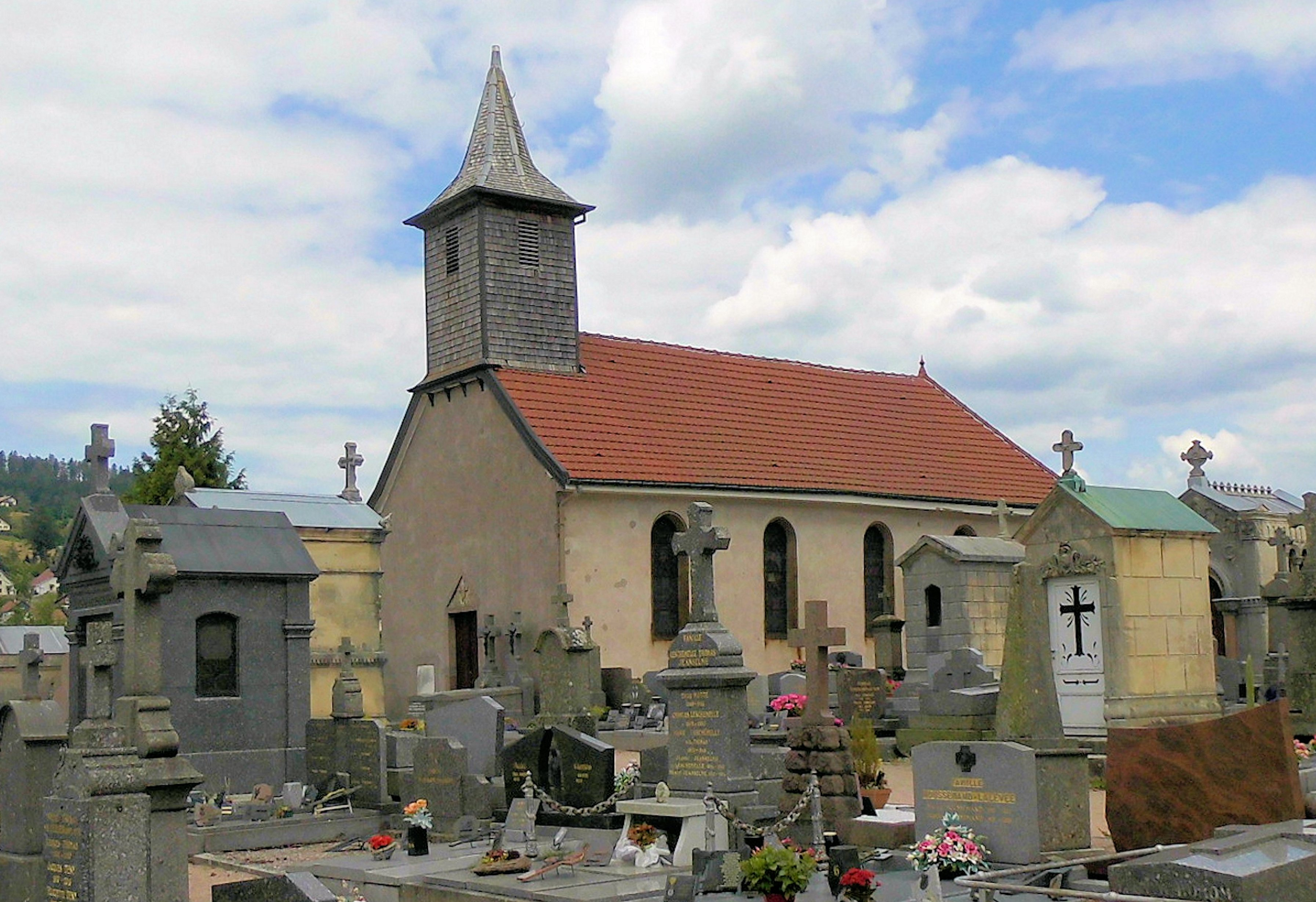
殉难者小教堂
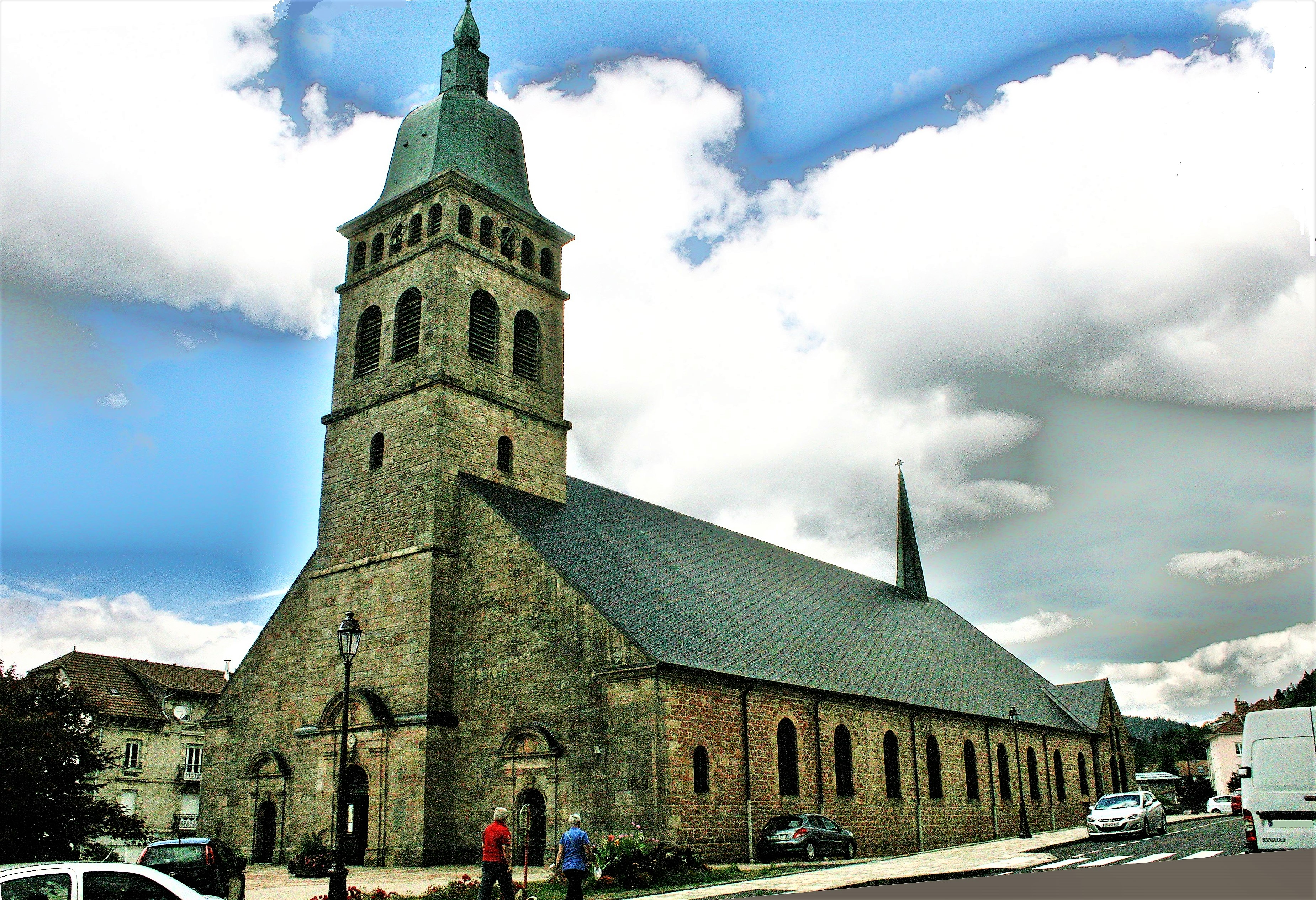
圣巴泰莱米教堂（法语：Église Saint-Barthélémy de Gérardmer）
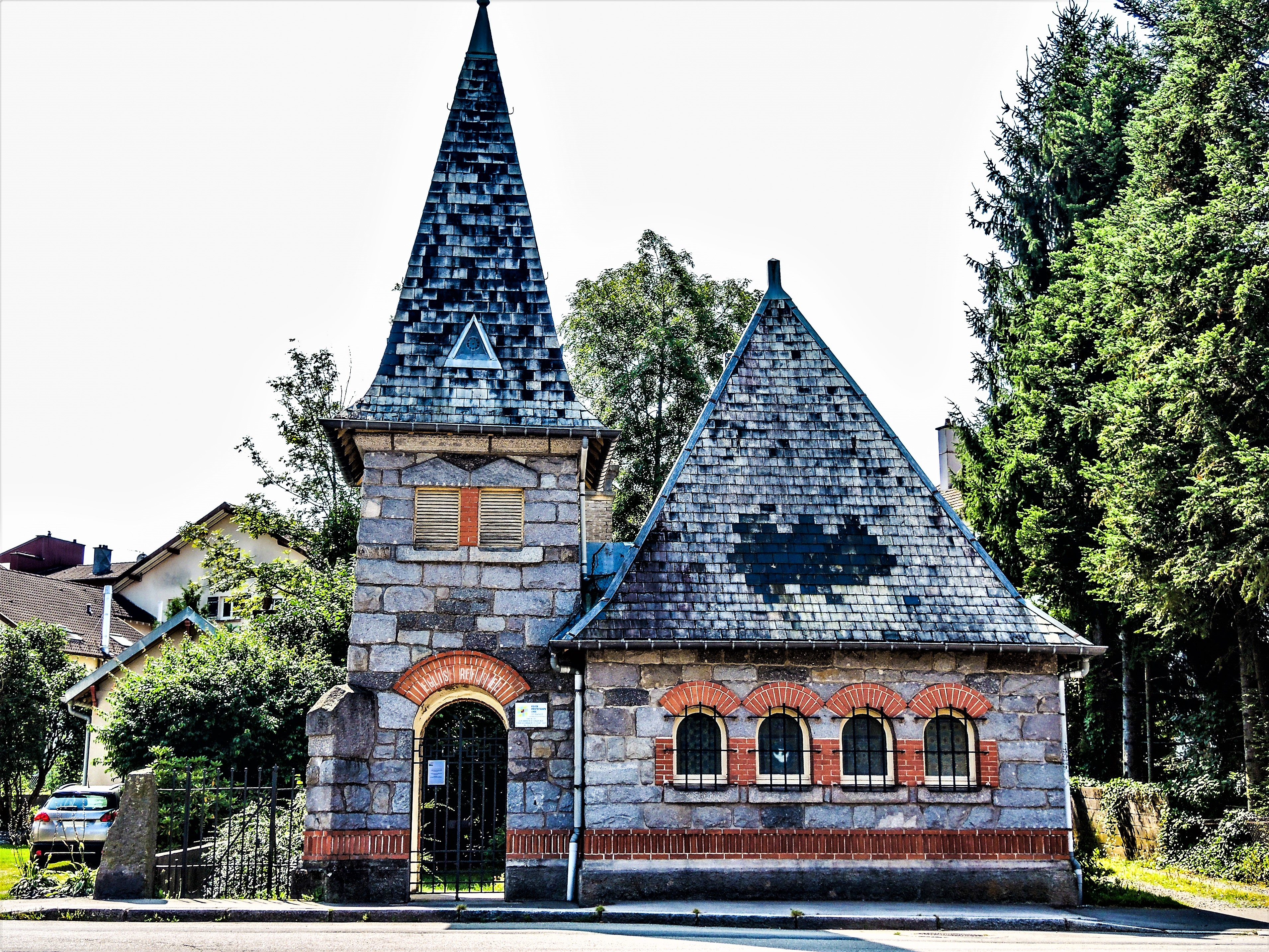
新教教堂
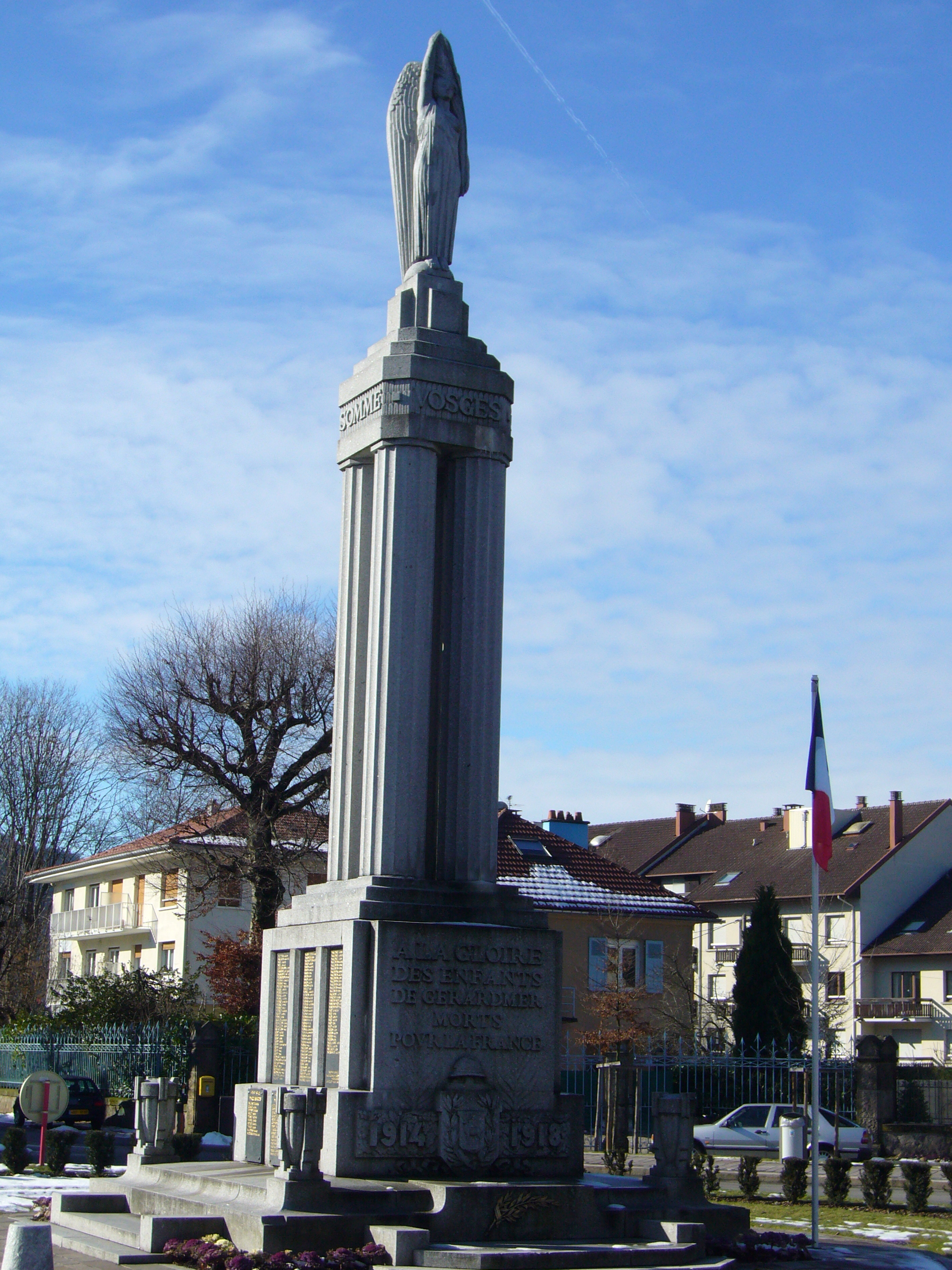
一战纪念碑
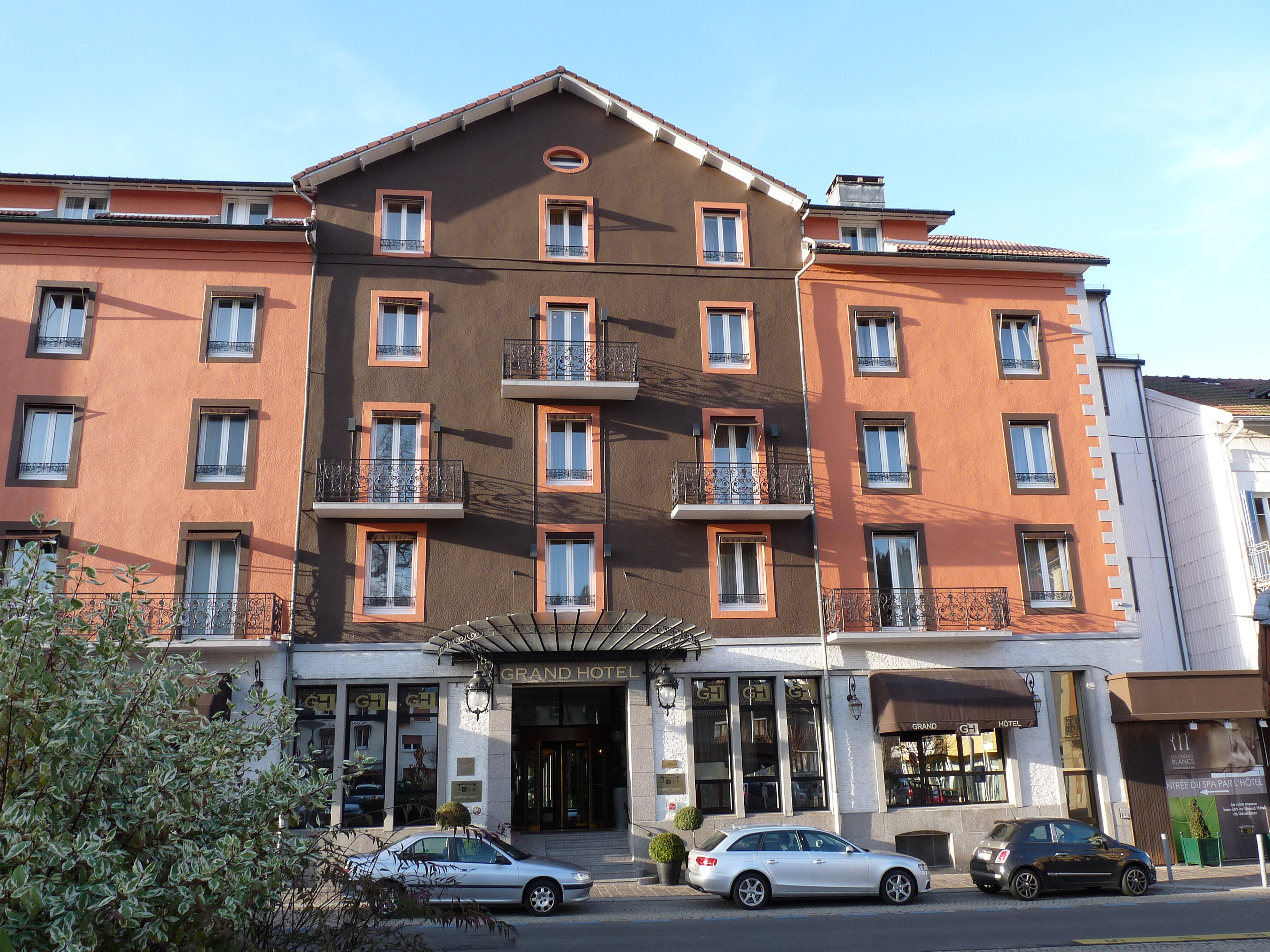
热拉尔梅大酒店
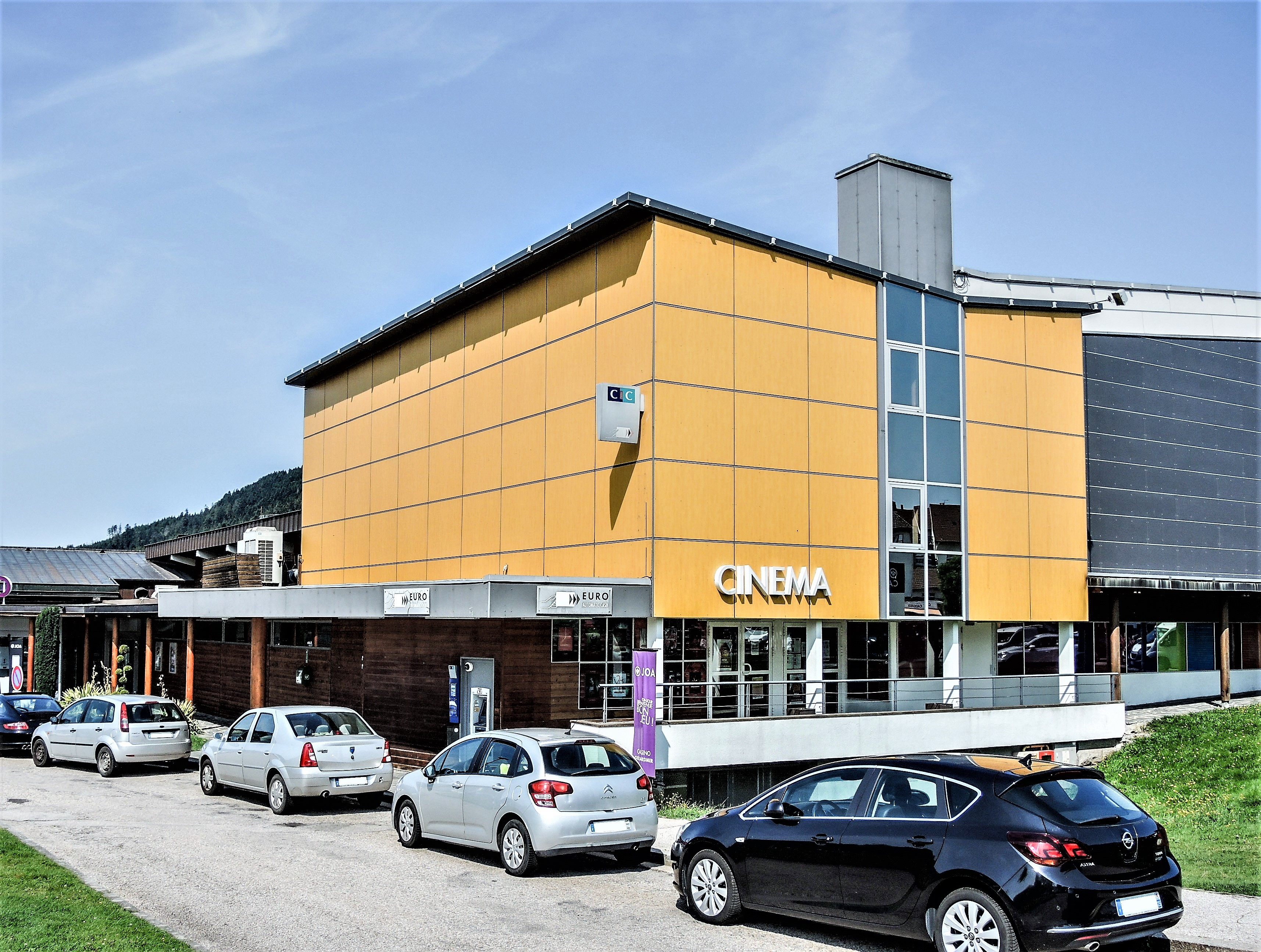
赌场

### 旅游
热拉尔梅的旅游事务由其所属的热拉尔梅上孚日市镇公共社区负责。2023年，热拉尔梅境内共有25家酒店共计565间房间；另有4个露营地，可容纳共381辆露营车。

### 媒体
法国主要的媒体均可在热拉尔梅接收，法国电视三台下属的大东部大区频道在部分时段播出热拉尔梅所在孚日省的地方新闻。孚日电视台（Vosges TV）、蓝色法兰西南洛林广播、《孚日早报》、《百分百孚日》等为当地的主要地方性媒体。

## 相关人物
法国企业家保罗·屈尼、击剑运动员爱德华·加代尔和安德烈·加代尔以及北歐混合式滑雪运动员马克西姆·拉厄尔特、马蒂厄·马尔蒂内出生于热拉尔梅。

## 友好城市
截至2023年11月，热拉尔梅共与四座城市建立了友好城市关系：
- 瑞士 勒洛克勒
- 乌克兰 新謝利察
- 比利时 瓦雷姆
- 蒂代尔梅讷（法语：Tidermène）